# معركة عين ماهل (1948)
معركة عين ماهل (1948) هي معركة حدثت بين قوة من عصابات الهاغاناه الصهيونية وبين مقاومين في قرية عين ماهل ببلدة كفر كنا نتج عنها تراجع القوة الصهيونية ، وفشل الهجوم على القرية

## أحداث المعركة
في 13 يناير كانون الثاني 1948 اشتبك مقاومون مع قوة من عصابات الهاغاناه الصهيونية لمساندة عشيرة صبيح ضد اشتباكهم مع الهاغاناه ، ما ادى الي تراجع قوة الهاغاناه ووقوع خسائر في صفهم وفي 15 يناير كانون الثاني 1948 تم الهجوم على بلدة كفر كنا بعدما وصلت معلومات للقوة التابعة للهاغاناه ان المقاومون موجودون في القرية ،وٌزعت القوة الى فرقتين ، فرقه الى القرية مباشرةً ،والاخرى بمحيطها ، علم المقاومون بتسلل الفرقة الأولى الى معكسر المقاومون وحدثت معركة بينهم لتتراجع الفرقة الأولى من القوة الصهيونية وتراجعت الفرقة الثانية عندما علمت بالذي حدث للأولى ،لاحقًا قُصفت القرية بالمدافع، ليتصدى لهم المقاومون لتعود الفرقة من قوة الهاغاناه ادراجها